# Stiria tachymora
Stiria tachymora är en fjärilsart som beskrevs av Dyar 1914. Stiria tachymora ingår i släktet Stiria och familjen nattflyn. Inga underarter finns listade i Catalogue of Life.